# Бутаков, Дмитрий Иванович
Дмитрий Ива́нович Бутаков (1827—1855) — офицер Российского императорского флота, один из представителей дворянского рода Бутаковых, участник Крымской войны и обороны Севастополя.

## Биография
Владимир Иванович Бутаков родился в 1830 году в многодетной семье вице-адмирала Ивана Николаевича Бутакова (1776—1865) и его супруги Каролины Карловны (урождённой Беаты Каролины вон Кристиансон) (1792—1876). В семье Бутаковых было десять детей — пять сыновей и пять дочерей. Все сыновья стали морскими офицерами, четверо из них дослужились до адмиральского чина: Владимир и Алексей (1816—1869) достигли чина контр-адмирала; Иван (1822—1882) — стал вице-адмиралом, Григорий (1820—1882) — дослужился до полного адмирала.
В 1846 окончил Морской корпус. В 1846—1848 составлял лоцию Чёрного моря под руководством своего старшего брата Григория Ивановича.
Участник Крымской войны. В 1853 году служил на линейном корабле «Императрица Мария» в под руководством вице-адмирала П. С. Нахимова, находился на севастопольском рейде.
18 ноября 1853 года участвовал в Синопском сражении. Бы отмечен Нахимовым за «личную храбрость и распорядительность во время боя, при метком и быстром действии их деков». Будучи командиром, самоотверженно руководил огнём корабельной артиллерии, турецкий адмиральский фрегат «Ауни-Аллах», несмотря на поддержку других турецких фрегатов, корветов и батарей, продрейфовал к западной части Синопской бухты и был выброшен на берег. Неприятельская эскадра по истечении получаса сражения потеряла своего флагмана, лишилась основного руководства и управления.
В 1854—1855 участник обороны Севастополя. 2 июня 1855 за успешные действия его батареи Ростиславского редута против двух батарей и 13 орудий противника, которые были разбиты, был награждён орденом Святого Георгия IV степени.
Был тяжело ранен перед самым оставлением Севастополя и скончался от полученного ранения в Симферополе 19 сентября 1855 года.